# Abádszalók
Abádszalók là một thành phố thuộc hạt Jász-Nagykun-Szolnok, Hungary. Thành phố này có diện tích 132,23 km², dân số năm 2010 là 4141 người, mật độ 31 người/km².